# معر (النادرة)

تعديل مصدري - تعديل

معر محلة تابعة لقرية عمقة، التابعة لعزلة عمقة بمديرية النادرة إحدى مديريات محافظة إب في الجمهورية اليمنية، بلغ تعداد سكانها 115 حسب تعداد اليمن لعام 2004.